# Elecciones federales de Australia de 1977
El sábado 10 de diciembre de 1977 se celebraron elecciones federales en Australia, en las que se renovaron la Cámara de Representantes y parte del Senado.

## Resultados

### Cámara de Representantes
|  | Partido                       | Votos     | %     | +/-   | Escaños | +/- |
|  | Partido Laborista Australiano | 3.141.051 | 39.65 | −3.20 | 38      | +2  |
|  | Partido Liberal de Australia  | 3.017.896 | 38.09 | −3.71 | 67      | −1  |
|  | Partido Nacional del Campo    | 793.444   | 10.01 | −1.24 | 19      | −4  |
|  | Demócratas Australianos       | 743.365   | 9.38  | *     | 0       | 0   |
|  | Otros                         | 227.098   | 2.87  |       | 0       | 0   |
|  | Total                         | 7.922.854 |       |       | 124     | −3  |
|  | Coalición Liberal- Nacional   |           | 54.60 | −1.10 | 86      | -5  |
|  | Partido Laborista Australiano |           | 45.40 | +1.10 | 38      | +2  |

### Senado
|  | Partido                        | Votos     | %     | +/-   | Escaños ganados | Escaños totales |
|  | Partido Laborista Australiano  | 2.718.876 | 36.76 | −4.15 | 14              | 27              |
|  | Liberal/Nacional (Lista Única) | 2.533.882 | 34.26 | −5.60 | 7               |                 |
|  | Demócratas Australianos        | 823.550   | 11.13 | *     | 2               | 2               |
|  | Partido Liberal de Australia   | 783.878   | 10.60 | −0.48 | 10              | 27              |
|  | Partido Nacional del Campo     | 36.619    | 0.50  | −0.04 | 0               | 6               |
|  | Country Liberal Party          | 15.463    | 0.21  | −0.01 | 1               | 1               |
|  | Independientes                 | 127.850   | 1.73  | +0.13 | 0               | 1               |
|  | Otros                          | 356.089   | 4.81  | +2.75 | 0               | 0               |
|  | Total                          | 7.396.207 |       |       | 34              | 64              |

- Datos: Q3586900
- Multimedia: 1977 Australian federal election / Q3586900